# 宮崎遊
宮崎遊（日语：／ Miyazaki Yū，1991年10月7日—）是日本男聲優，出身自神奈川縣，隸屬於東京俳優生活協同組合旗下。主要角色有《指尖相觸，戀戀不捨》波岐逸臣、《排球少年！！TO THE TOP》晝神幸郎、《夢王國與沉睡中的100位王子殿下》齊艾爾、《Free!-Dive to the Future-》寺島湖太郎、《安琪莉可Luminarise》維吉爾等等。妻子是同為聲優的種崎敦美。

## 出演作品
※粗體字為主要角色

### 電視動畫
2016年
- 神裝少女小纏（通信兵）

2017年
- 小魔女學園（路易斯）
- TSUKIPRO THE ANIMATION（編輯、採訪者、記者、工作人員A、男演員A、工作人員B、導演）

2018年
- 學園奶爸（海老澤、老師、男學生）
- 魔法使的新娘（盜獵者）
- IDOLiSH7-偶像星願-（廣播）
- 賽馬娘 Pretty Derby（酒保）
- 食戟之靈 餐之皿（男學生A）
- 重神機潘多拉（士兵）
- 鋼彈創鬥者 潛網大戰（ZEN）
- 夢王國與沉睡中的100位王子殿下（齊艾爾[4]）
- Free! 男子游泳部 -Dive to the Future-（寺島湖太郎）
- 昴宿七星（公會成員）
- 輕觸小發明 PIKACHIN-KIT（男性A）
- SSSS.GRIDMAN（早川）
- 弦音－風舞高中弓道部－（佐瀨大悟[5]）
- 我讓最想被擁抱的男人給威脅了。（外國人B）

2019年
- 屁屁偵探（鼴鼠男）
- Star☆Twinkle 光之美少女（足球社員、學生、劫掠者、部下、警備隊、學生會學生）
- 我們真的學不來！（男學生D）
- 女高中生的虛度日常（帥哥、くさやの兵）
- 炎炎消防隊（椅子男、第5隊員）
- 流汗吧！健身少女（外國人）
- GIVEN 被贈與的未來（樂團員A）
- 街角魔族（配達員）
- 科學一方通行（男高中生）
- 籃球少年王（選手、北住社員、中學生社員、男學生、大榮社員）
- 偶像夢幻祭（遊戲機聲音）
- 星合之空（大友雅美）

2020年
- 異獸魔都（洞穴住民、店員、會場廣播、十字眼、詹森的養父、煙的部下、收集屋）
- 名偵探柯南（鑑識）
- 毛球剛次郎（飛行員）
- 排球少年！！ TO THE TOP（晝神幸郎、男子、白峰周）
- 白貓Project ZERO CHRONICLE（黑之士兵）
- 戀與製作人（男學生）
- 炎炎消防隊 貳之章（聖陽教徒）
- A3!（通行人）

2021年
- 賽馬娘 Pretty Derby Season 2（老闆、酒保）
- 堀與宮村（男學生）
- 2.43 清陰高中男子排球社（男學生）
- 暮蟬悲鳴時業（男）
- 七騎士 革命 -英雄的繼承者-（調查隊員）
- 聖女魔力無所不能（魔道師、患者、宮廷的男性、司書、藥師）
- 不要欺負我，長瀞同學（男子）
- 魔卡派對（翼剪）
- 卡片戰鬥!! 先導者 overDress（隊友）
- 我立於百萬生命之上（洛魯）
- 現實主義勇者的王國重建記（禁軍兵）
- 小林家的龍女僕S（小混混）
- 大正處女御伽話（學生）

2022年
- 平家物語（平重衡[6]）
- 青之蘆葦（成京選手）
- 新網球王子 U-17 世界盃（米魯克·米爾曼[7]）
- 因為是反派大小姐所以養了魔王（庫茨[8]）
- 夫婦以上，戀人未滿。（搭訕男B）
- IDOLiSH7-偶像星願- Third BEAT!（主持人）

2023年
- 弦音－相繫的一射－（學生、佐瀨大悟[9]）
- REVENGER（共謀者C）
- 不要欺負我，長瀞同學 2nd Attack（男A）
- 天國大魔境（種豬9號）
- 殭屍100～在成為殭屍前要做的100件事～（達也）
- B-PROJECT～熱烈*Lovecall～（粟津義真）
- 川越男子歌唱團（學生）

2024年
- 指尖相觸，戀戀不捨（波岐逸臣[10]）
- 烏鴉不擇主（一巳）
- 魔王軍最強的魔術師是人類（城兵B）
- 擅長逃跑的殿下（狩野三郎）

2025年
- CITY THE ANIMATION（鬼蒲鉾[11]）

### 劇場動畫
2019年
- Star☆Twinkle 光之美少女 滿懷思念的星之歌（宇宙獵人）

2021年
- 機動戰士GUNDAM 閃光的哈薩威（シベット・アンハーン）

### OVA
2018年
- 怪獸娘（黑）～超人力霸王怪獸擬人化計畫～（スカウトマン）

### 網路動畫
2019年
- 拳願阿修羅（觀眾A）
- 齊木楠雄的災難：重啟（男學生A）

2020年
- Ninja Box Season 2（ウスカゲ）
- 攻殼機動隊：SAC_2045（顔無し）
- 鋼彈創鬥者 潛網大戰Re:RISE（ZEN）

2021年
- 星際大戰：視界「赤霧」（ツバキ[12]）
- 奧術（傑西[13]）

2022年
- 狂賭之淵雙（越智康）

### 遊戲
2017年
- 問答RPG 魔法使與黑貓維茲（赤火）

2018年
- 祈禱之天秤（[14]）

2019年
- 夢王國與沉睡中的100位王子殿下（キエル）
- （[15]）

2020年
- （東雲仁）
- 奇异人生2（ジェイコブ）

2021年
- 安琪莉可 Luminarise（英语：Angelique Luminarise）（[16]）

2022年
- Your Majesty（[17]）
- 幻獸契約Cryptract

2023年
- （[18]）
- LOOP8 降神（那那智）

## 外部連結
- 經紀公司官方網站個人資料頁
- 宮崎遊的X（前Twitter）